# ウェレンドルフ
ウェレンドルフ（Wellendorff）はドイツ・バーデン＝ヴュルテンベルク州のプフォルツハイムに本拠地を置く家族経営の宝飾製造企業。